# Exekutiv åtgärd
Exekutiv åtgärd är ett samlande begrepp för vad en myndighet kan tvångsvis genomdriva om någon inte frivilligt vill fullgöra domstols dom eller myndighets beslut.
Verkställighet med tvång kallas även tvångsexekution. 
För verkställighet krävs i allmänhet det som betecknas som en exekutionstitel till exempel en dom. I allmänhet avses ett penningkrav men det kan även ha formen av ett åläggande att göra eller att låta bli att göra något.
Borgenären kan ställa krav på hela gäldenärens egendom, dvs. i princip kan vilken egendom som helst egendom som tillhör gäldenären utmätas. Det kan vara fråga om fordringar, lös egendom av alla slag, fast egendom och materiell egendom, värdepapper och andelsrätter, fordon, även fartyg och flygplan, upphovsrätt och pengar. 
Viss egendom kan normalt enligt lag inte utmätas, ofta kallat beneficium. Det kan vara kontanter som behövs för det dagliga uppehället och lös egendom som krävs för gäldenärens dagliga liv eller arbete. Sådan egendom får bara utmätas för fordringar som gäller betalningen för själva egendomen eller om den har stort värde. I beneficiet kan också ingå egendom som behövs för sjuka eller funktionshindrade personer som till exempel rullstol eller rullator.
I Sverige sker utmätning enligt reglerna i utsökningsbalken. Verkställigheten åvilar Kronofogdemyndigheten. Mål om verkställighet betecknas utsökningsmål och handläggs av kronofogde eller annan tjänsteman hos Kronofogdemyndigheten.

## Fotnoter
1. ↑  http://ec.europa.eu/civiljustice/enforce_judgement/enforce_judgement_fra_sv.htm
2. ↑  https://lagen.nu/1981:774#K4
3. ↑  https://lagen.nu/1981:774#K1P3